# 코닉세그 제스코
코닉세그 제스코(스웨덴어: Koenigsegg Jesko)는 코닉세그의 하이퍼카로 2019년 3월에 코닉세그 아제라 모델의 후속으로 제네바 모터쇼에서 발표되었다. 추후 125대 한정 생산을 계획하고 있으며 여기서 제스코의 어원은 코닉세그의 대표의 아버지인 예스코 본 코닉세그(스웨덴어: Jesko von Koenigsegg)에서 따온 명칭이다.

## 파생 모델

### 코닉세그 제스코 앱솔루트
2020년 3월에 출시된 모델로 코로나19 사태로 온라인으로 출시되었다. 기존 모델인 제스코 모델이 트랙에 집중된 반면, 이 모델은 카나드, 리어 윙, 프론트 스플리터를 제거하여 최고 속도 기반으로 제작했다. 또한 다운 포스도 중량화가 되었다는 점이다. 코닉세그측은 이차의 이론상 최고속도가 531km/h라고 한다.

### 코닉세그 제스코 어텍
기존 코닉세크 제스코 모델의 고강도 모델이자 파생형 모델로 다운포스 개량을 위해 대형 윙이 설계되었다.